# Bardanes de Arevel
Bardanes de Arevel o Vardan Areveltsi (en armenio: Վարդան Արևելցի; Vardan el oriental, circa 1198-1271 AD) fue un historiador, geógrafo, filósofo y traductor armenio del siglo XIII. Además de fundar numerosos monasterios y escuelas, realizó importantes aportaciones a la literatura armenia. Es especialmente conocido por ser el autor del Havakumn Patmutsyun (Recopilación Histórica), uno de los primeros intentos de escribir una historia universal realizado por un historiador armenio.

## Biografía

### Primeros años
Bardanes nació en Gandzak en 1198. Se educó en una escuela en Gandzak y en el monasterio de Nor Getik (posteriormente conocido como Goshavank), donde fue alumno del destacado erudito Mjitar Gosh. Continuó sus estudios en el Monasterio de Khornashat en Tavush, aprendiendo literatura, gramáticay teología. También aprendió varios idiomas mientras estuvo en Khornashat, llegando a dominar el hebreo, el griego, el latín y el persa. En 1235, Bardanes se convirtió en un vardapet y comenzó a poner en práctica su experiencia educativa: abrió una escuela en el monasterio de San Andrés en Kayenaberd y enseñó allí entre 1235 y 1239 y entre 1252 y 1255. En 1239, partió de Armenia a Jerusalén y, en su viaje de regreso, pasó por el Reino armenio de Cilicia, donde se alojó como huésped en la corte real de Haitón I. Permaneció en Cilicia tiempo suficiente para participar en el concilio ecuménico celebrado en 1243 en la capital, Sis. Bardanes regresó a su casa en 1245, llevando con él los cánones aprobados en Sis.

### Actividad educativa y eclesiástica

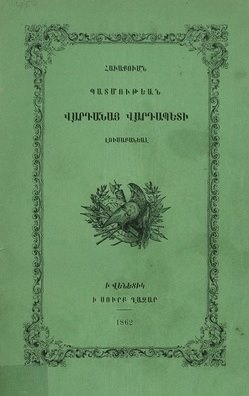
Publicación de la "Recopilación Histórica", Venecia, 1862

Tres años más tarde, Bardanes viajó de nuevo a Cilicia, en esta ocasión para participar en los asuntos gubernamentales y sociales del reino. Se opuso ferozmente a lo que veía como una invasión de las iglesias católica y bizantina ortodoxa en la Cilicia armenia y peleó decididamente para contrarrestar su influencia. Mientras estuvo en Cilicia, Bardanes también trabajó junto al Catolicós Constantino I para escribir un tratado eclesiástico que tituló "Tratado Didáctico", para su uso en Armenia oriental. Como parte de sus actividades religiosas, también escribió una carta al Papa relativa a los intentos de este último de extender el catolicismo en el reino. También participó en otro concilio ecuménico en 1251 en Sis.
En 1252, Bardanes regresó a Armenia y empezó organizar un concilio ecuménico que debía reunirse en Haghpat y Dzagavan. De regreso a la vida académica, estableció instituciones de enseñanza en los monasterios de Saghmosavank, Teghenyats, Aghjots y Khorakert. Ejerció su magisterio en Haghpat durante varios años hasta que viajó a Khor Virap en 1255, estableciendo allí un seminario. En Khor Virap, introdujo un programa de estudios que incluía filosofía, lógica, oratoria y gramática. Muchos de sus discípulos acabarían siendo importantes intelectuales armenios, incluyendo a Gevork Skevṛatsi, Hovhannes Yerznkatsi, Nerses Mshetsi y Grigor Bjnetsi. En 1264, Bardanes desarrollaría un importante papel como negociador tras desplazarse a Tabriz, donde residía el jefe mongol Hulagu Kan. Bardanes consiguió un acuerdo por el que se otorgaban ciertos privilegios a los armenios que vivían en el Imperio Mongol, incluyendo cuestiones sobre el pago de impuestos y contribuciones. La relación entre Bardanes y los mongoles era muy cercana, por lo que fue autorizado a ser preceptor religioso de la mujer de Hulagu Kan, Oroqina Khatun, quien se convertiría al nestorianismo.
Bardanes murió en 1271 en Khor Virap, dejando un importante legado literario que abarcaba cuestiones de política, cultura, religión y vida social armenias.

## Obras
Se conservan más de 120 obras atribuidas a Bardanes de Arevel. Entre sus obras más significativas se encuentra una colección de 66 elementos llamados Lutsmunk i Surb Grots (más conocida como Zhghlank, o Charlas), que fue escrita a petición del Rey Haitón I. Está escrito en lengua vernácula, haciéndolo fácilmente comprensible, y se ocupa de muchas cuestiones relacionadas con la vida (la naturaleza, la formación de los cuerpos celestes, la astronomía, la botánica y la zoología, el lenguaje, cuestiones filosóficas relativas al hombre, la música, etc.). Por ejemplo, una de las observaciones críticas incluidas por Bardanes en este trabajo es la creencia de que, "nada fuera de la naturaleza se mueve ni se detiene; el movimiento no es solo el movimiento de un lugar a otro, sino una transformación interior que se mueve de un estado a otro".
Sin embargo, la obra más importante de Bardanes es su Havakumn Patmutsyun (Recopilación Histórica). Al igual que la Historia de Armenia de Moises de Corene, el Havakumn Patmutsyun es un intento de trazar la historia de armenia desde sus inicios hasta el día de hoy. Pero la obra también es importante por constituir un intento de documentar toda la historia universal. Comenzando con la Torre de Babel y la épica batalla entre Hayk y Bel, la historia termina con la muerte de Constantino I en 1267. Está considerada, sin embargo, más como una crónica que como una de las historias escritas por los autores armenios tradicionales.
Bardanes también tradujo numerosas obras extranjeras al armenio. Una de las más significativas fue la traducción de la Crónica de Miguel el Sirio en 1248. Otras obras traducidas incluyen conversaciones y obras sobre filosofía o teología, que fueron traducidas del griego, el latín y el siríaco.
A continuación se muestra una lista parcial de sus obras, muchas de ellas, incluyendo facsímiles, actualmente conservados en la Matenadaran de Ereván, Armenia.
- Ashqharatsuyts (Geografía)
- Lutsmunk i Surb Grots (también conocido como Zhghlank)
- Havakumn Patmutsyun (Recopilación Histórica)
- Vark' Zardaretsin (Aquellos que embellecieron)